# بازی آرژانتین و انگلستان
مسابقه تیم‌های فوتبال آرژانتین و انگلیس یکی از به یاد ماندنی‌ترین مسابقات فوتبال بود، که در ۲۲ ژوئن ۱۹۸۶ در ورزشگاه آزتکای شهر مکزیکو سیتی، بین تیم‌های ملی دو کشور آرژانتین و انگلیس در مرحلهٔ یک‌چهارم نهایی جام جهانی برگزار شد. این مسابقه چهار سال پس از جنگ فالکلند برگزار گردید؛ در این جنگ دو کشور آرژانتین و انگلستان بر سر جزیره فالکلند یا مالویناس با یکدیگر درگیر شده بودند. بخش دیگری از دلایل چالش‌انگیز شدن رقابت بین دو تیم، بازی دیگری بود که بیست سال پیش‌تر، در جام جهانی فوتبال ۱۹۶۶ به میزبانی انگلیس برگزار شده بود.
در طول مسابقه، دیگو آرماندو مارادونا دو گل، از معروف‌ترین گل‌های تاریخ جام جهانی فوتبال را به ثمر رساند. او در گل اول، که در دقیقه ۵۱ بازی زده شد، از دست چپ خود استفاده کرد؛ این گل به «دست خدا» معروف است. کمی بعد، پس از شروع مجدد بازی از وسط زمین، او با دریبل زدن پنج بازیکن انگلیسی توانست در عرض چهار دقیقه گل دیگری به ثمر رساند. پنج بازیکن انگلیس پیتر بیردزلی، پیتر رید، تری بوچر (دو بار)، تری فنویک و دروازه‌بان پیتر شیلتون بودند. گل دوم مارادونا را «گل قرن» نامیده‌اند. گری لینِکر، مهاجم انگلیسی، در دقیقه ۸۱ با ضربه سر اختلاف را کم کرد و نهایتاً بازی با نتیجهٔ ۲–۱ به نفع تیم آرژانتین به پایان رسید.
پس از این دیدار، آرژانتین در نیمه‌نهایی مقابل تیم بلژیک با دو گل مارادونا توانست به پیروزی رسد و پس از شکست ۳ بر ۲ آلمان غربی قهرمان فینال جام شد. پس از پایان مسابقات، مارادونا توپ طلا را به عنوان بهترین بازیکن جام جهانی دریافت کرد، در حالی که لینکر به دلیل بیشترین گلزنی در جام، کفش طلا را به خود اختصاص داد.

## پیش‌زمینه

### در فوتبال

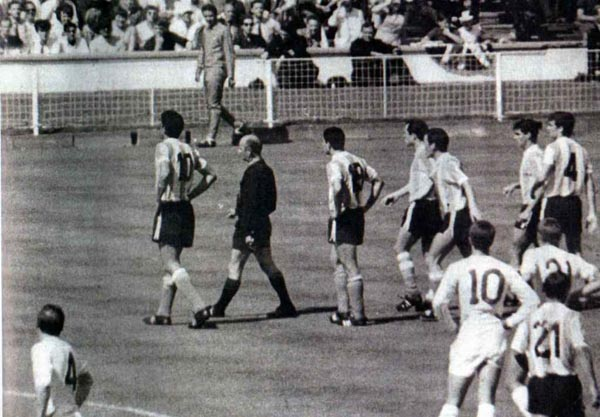
صحنه‌ای از بازی سال ۱۹۶۶ که راتین، کاپیتان آرژانتینی‌ها، توسط داور مسابقه از زمین اخراج می‌شود ولی با تمرد از خروج، بازی را متوقف کرده‌است.

نخستین رقابت حساس تیم‌های آرژانتین و انگلیس، در جام جهانی ۱۹۶۶ و در قالب مرحلهٔ یک چهارم‌نهایی، در ورزشگاه ومبلی لندن بود. در این مسابقهٔ خشن، آرژانتینی‌ها ۱۹ خطا و انگلیسی‌ها ۳۳ خطا مرتکب شدند. آنتونیو راتین، کاپیتان آرژانتین در آن بازی، پس از مشاجره با داور، رودولف کریتلین از آلمان، در دقیقهٔ ۳۵ از زمین بازی اخراج شد. طبق گفته‌های بازیکن آرژانتینی، او فقط درخواست مترجم کرده بود چون او آلمانی بلد نبود و داور هم اسپانیایی صحبت نمی‌کرد. به گفته کریتلین، با وجود این که به زبان مشترکی صحبت نمی‌کردند، طرز نگاه راتین برای درک حرفش کافی بود.
این بازیکن با اعتقاد به این که داور آلمانی به شکل مغرضانه قضاوت می‌کند، حاضر به ترک زمین بازی نشد و به مدت ده دقیقه در اعتراض و توهین به او، باعث توقف بازی شد. این باعث شد که مربی انگلیسی، آلف رمزی، آرژانتینی‌ها را همچو «حیوانات» توصیف کند، لفظی که از نظر آمریکایی‌های جنوبی نژادپرستانه قلمداد می‌شد.

### جنگ فالکلند یا مالویناس

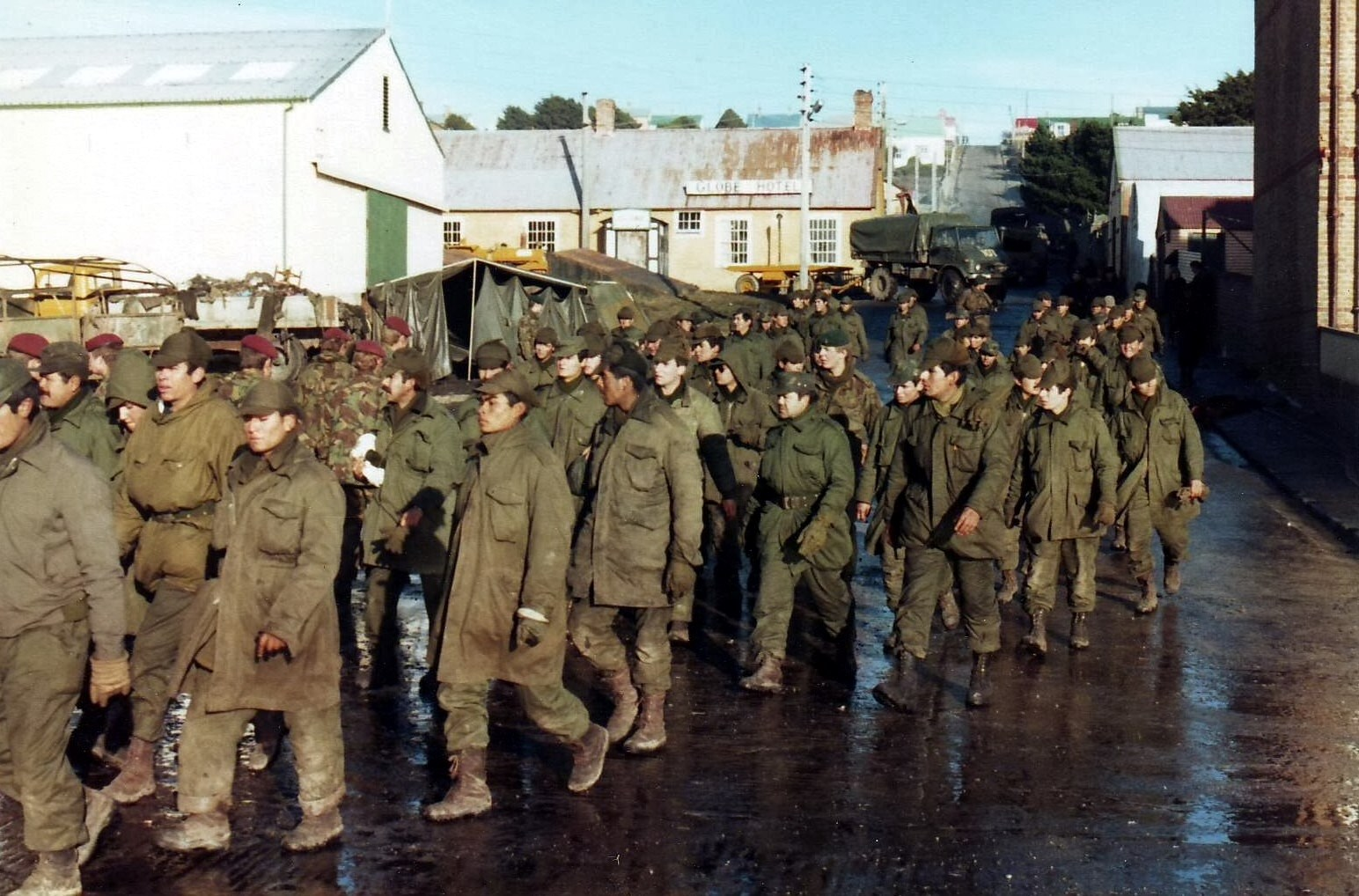
اسیران جنگی آرژانتینی پس از تسلیم شدن در فالکلند.

جنگ فالکلند (که در اسپانیایی به آن مالویناس می‌گویند) یک درگیری نظامی بین آرژانتین و انگلیس بود که بر سر مالکیت جزایر فالکلند، جورجیا جنوبی و ساندویچ جنوبی رخ داد. جنگ از ۲ آوریل ۱۹۸۲ آغاز شد، زمانی که نیروهای ارتش آرژانتین به جزایر فالکلند اعزام شدند و به قصد ادعای حاکمیت، آن را اشغال کردند و بعد از ۷۴ روز با نتیجهٔ تسلیم آرژانتین در جنگ، در ۱۴ ژوئن نبرد پایان یافت. درگیری منجر به جان باختن ۶۴۹ سرباز آرژانتینی، ۲۵۵ سرباز انگلیسی و ۳ غیرنظامی شد و روابط دیپلماتیک دو کشور را به مدت هشت سال قطع کرد؛ تا آن که در سال ۱۹۹۰ دوباره ارتباط برقرار کردند. هرچند هیچ‌یک از آن‌ها با پیمان مادرید از ادعای حاکمیت جزایر دست نکشیدند.

#### کلاس ۶۲

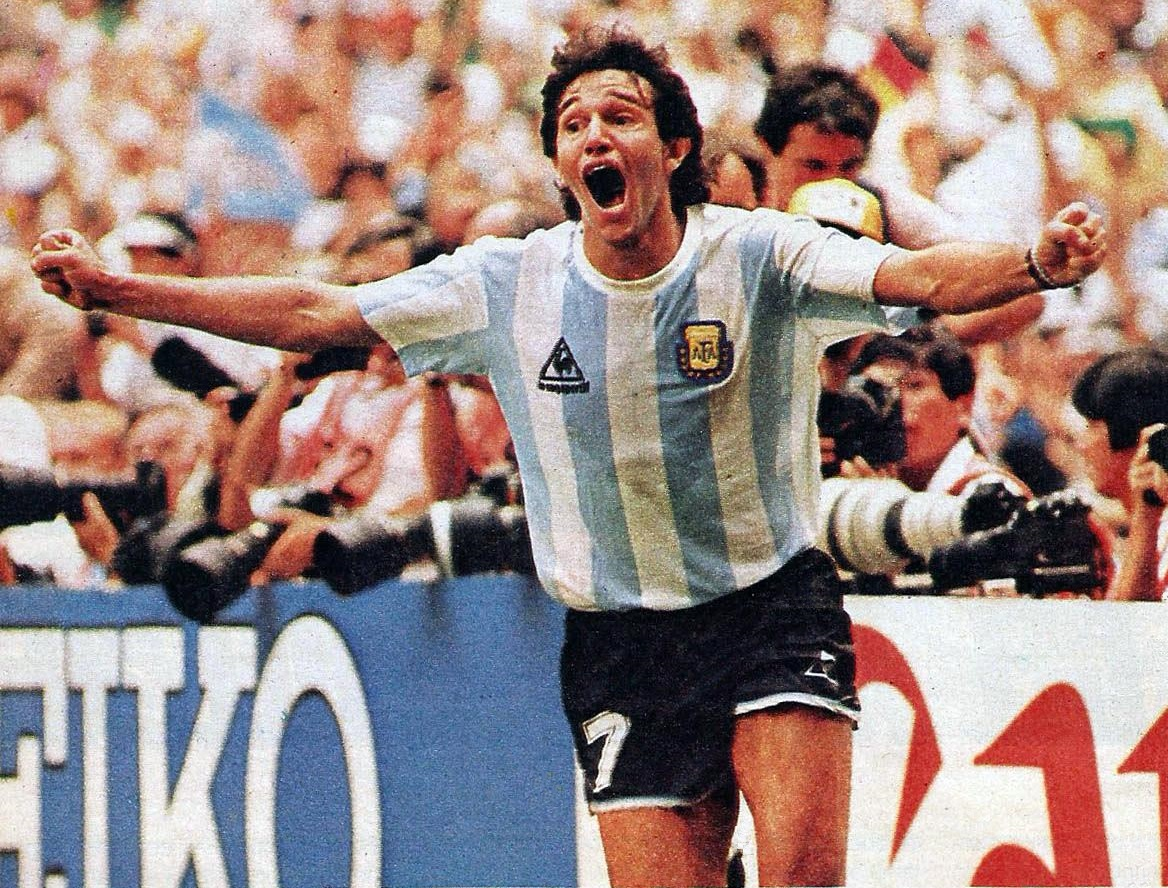
خورخه بوروچاگا، بازیکن تیم ملی آرژانتین، که در زمان جنگ مالویناس سرباز وظیفه بود.

در صفوف نیروهای مسلح آرژانتین نه تنها سربازان حرفه‌ای وجود داشت، بیش از نیمی از نیروهای اعزامی را سربازان وظیفه تشکیل می‌دادند.  اکثریت قریب به اتفاق آن‌ها متولد سال‌های ۱۹۶۱ و ۱۹۶۲ بودند (به اصطلاح کلاس ۶۲ و ۶۱ بودند) و تیم فوتبال آرژانتین ۵ بازیکن در این ردهٔ سنی داشت که اگرچه از یک نسل بودند، اما به دلایل مختلف در آن جنگ شرکت نکردند. سرخیو باتیستا و هکتور انریکه خدمت سربازی نرفتند؛ زیرا در قرعه‌کشی اسمشان در نیامده بود.
نستور کلوزن در آغاز دههٔ ۸۰ در لیگ برتر آرژانتین برای باشگاه اتلتیکو ایندپندینته بازی می‌کرد و فشار باشگاه باعث شد او مجبور به شرکت در سربازی نشود. از طرف دیگر خورخه بوروچاگا و کارلوس تاپیا گرچه در این سال‌ها سرباز وظیفه بودند، اما برای جنگ اعزام نشدند.
می‌دانید چند بار فکر کردم که چه می‌شد اگر به فالکلند می‌رفتم؟ بعد از جنگ، من به مدت سه هفته به هنگ رفتم، تا این که مرخص شدیم و در آن زمان با سایر سربازان وظیفه از هم می‌پرسیدیم: «فلانی را به خاطر دارید؟ او مُرده.» و «آن دیگری را به خاطر می‌آورید؟ او نیز شهید شده»— خورخه بوروچاگا.

## مسیر رسیدن به یک‌چهارم نهایی

### آرژانتین

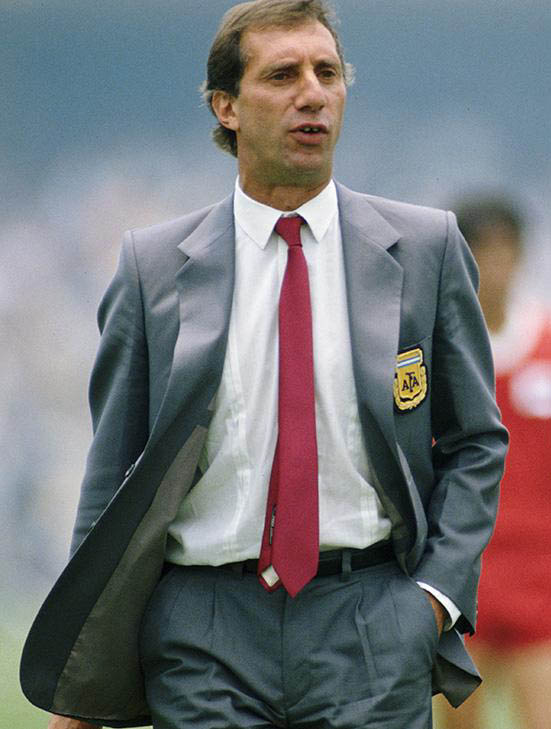
کارلوس بیلاردو، مربی تیم آرژانتین.

آرژانتین در مسابقات راهیابی به جام جهانی، پس از اول شدن در گروه خود در آمریکای جنوبی، با تساوی ۲ بر ۲ مقابل تیم پرو، چند دقیقه قبل از پایان بازی، راهی مرحلهٔ گروهی جام جهانی شده بود. بازی تیم ملی مورد انتقاد شدید مطبوعات، عمدتاً روزنامه کلارین، قرار گرفت و این انتقادها در اثر درگیری مربی تیم، کارلوس بیلاردو با سزار لوئیس منوتی بود، که از سال ۱۹۸۳ مسئولیت هدایت فنی تیم ملی را بر عهده داشت.
در طول بازی‌های قبل از جام جهانی، بازی تیم بهبود نیافته بود و در اردوی تمرینی در اروپا، آن‌ها مقابل فرانسه ۲ بر ۰ شکست خوردند و در پیروزی‌های خفیفی برابر ناپلی ۲ بر ۱ و گراس هاشپرز ۱ بر ۰ بردند؛ لذا فشار رسانه‌ها باقی بود. فشارهایی برای حذف بیلاردو از جاهای دیگر به غیر از روزنامه‌ها نیز وجود داشت: رودولفو آوریلی، وزیر ورزش، به درخواست رئیس‌جمهور رائول آلفونسین ، انتقاد عمومی از بازی تیم ملی را مطرح کرد. چندین روزنامه‌نگار و دیگو مارادونا و همچنین بالاترین مقام اتحادیه فوتبال آرژانتین، خولیو گروندونا، از بیلاردو حمایت کردند. منوتی پس از سخنان آوریلی گفت:
سرمربی تیم ملی باید احساس و اشتیاق مردم آرژانتین به فوتبال را نشان دهد. اما اگر کسی، مانند آوریلی، آن را با صدای بلند بگوید، کوتوله‌های ذهنی می‌دوند تا به دنبال اشباح بگردند: کودتا، نقشه. حقیقت کاملاً واضح است: هیچ‌کس تیم ملی را دوست ندارد.— سزار لوئیس منوتی
این تیم در ۲۴ آوریل بوینس آیرس را ترک کرد و پس از باخت ۱–۰ بازی دوستانه مقابل نروژ و پیروزی ۷–۲ برابر اسرائیل، در ۵ مه وارد مکزیکوسیتی شد؛ یعنی بیست و شش روز قبل از شروع جام آن‌ها در مکزیک بودند تا به ارتفاع و گرمای آنجا عادت کنند. آن‌ها فقط یک بار در این مدت شهر را ترک کردند تا ۱۵ می در دیداری دوستانه در باررانکیلا مقابل اتلتیکو جونیور بازی کنند، مسابقهٔ دوستانه‌ای که بدون گل پایان یافت و بلافاصله تیم به مکزیکو سیتی بازگشت.
وضعیت کاپیتان تیم، دیگو مارادونا، نیز بهتر نبود: او در زانوی راستش، به دلیل ضربه یک هوادار در دور مقدماتی، مصدومیت داشت و با چندین بازیکن که پیشتر رابطهٔ خوبی با منوتی داشتند، درگیر بود؛ خصوصاً با کسی که در زمان هدایت فنی وی کاپیتان تیم بود؛ دانیل پاسارلا. دو طرف در بارانکیلا و مکزیک تصمیم گرفتند در یک سری جلسات بدون حضور مدیر فنی، مشکلات داخلی خود را برطرف کنند. با این حال، رابطه بین مارادونا و پاسارلا هیچگاه بهبود نیافت و با نزدیک شدن به جام جهانی مارادونا کاملاً سلامت جسمی خود را بازیابی کرد. از طرف دیگر، پاسارلا با یک سری مشکلات جسمانی روبرو شد که او را از مسابقات دور نگهداشت.

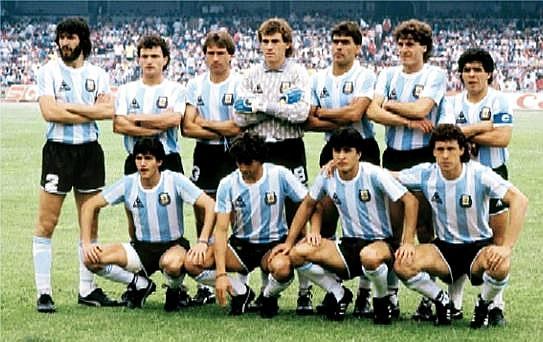
ترکیب اصلی آرژانتین، پیش از بازی مقابل کره جنوبی.

آرژانتین اردوی خود را در ورزشگاه کلوب آمریکا، که چند دقیقه با استادیوم آزتکا، در کوآپا که در جنوب‌شرقی مکزیکو سیتی بود، بر پا کرد. آماده‌سازی از ماه‌ها قبل آغاز شده بود، در ژانویه چهارده بازیکن که در لیگ آرژانتین بازی می‌کردند، به قصد سازگاری با ارتفاع مکزیک، به شهرستان تیلکارا در شمال آرژانتین سفر کردند. در هفته‌های منتهی به مسابقات آن‌ها برخی از بازی‌های دوستانه مقابل تیم‌های باشگاهی به پیروزی رسیدند: در مصاف با کلوب آمریکا ۳–۲، با آتلانته ۳–۰ و با نزا ۳–۱. تمرینات پیش از بازی اول سفت و سخت بود، تا آن که مربی تصمیم گرفت تمارین آمادگی جسمانی بیشتری انجام ندهد:
بچه‌ها بعد از فصل در باشگاه‌های خود هلاک می‌شوند. کاری که ما کردیم این بود که برای بازی اول ۱۰ امتیاز قرار دادیم، سپس از آن‌ها مراقبت کردیم. من تمرین را شبیه‌سازی کردم، زیرا لازم بود. هر وقت نگاه می‌کردید، یکی داشت با مچ پای خود ورمی‌رفت، یکی مشغول خودش بود، هیچ‌کس ایستاده نبود. اگر این کار را نکنید، روزنامه‌نگاران تخم‌های شما را درمی‌آورند.— کارلوس بیلاردو.
در اولین حضور در مرحله گروهی، روز ۲ ژوئن آرژانتین مقابل کره جنوبی ۳–۱ بازی را بُرد. دو گل این بازی را خورخه والدانو و یک گل رااسکار روگری به ثمر رساندند. سه روز بعد، برابر نمایندهٔ ایتالیا با نتیجهٔ ۱–۱ و گل مارادونا به تساوی رسیدند، و پس از آن که در ۱۰ ژوئن، توانستند تیم بلغارستان را با گل‌ها والدانو و خورخه بوروچاگا، ۲–۰ ببرند، به عنوان تیم اول گروه یک راهی مرحله یک‌هشتم شدند. در مرحله یک‌هشتم نهایی آن‌ها روز ۱۶ ژوئن مقابل اروگوئه قرار گرفتند و با گل پدرو پاسکولی ۱–۰ این تیم را نیز شکست دادند.

### انگلیس

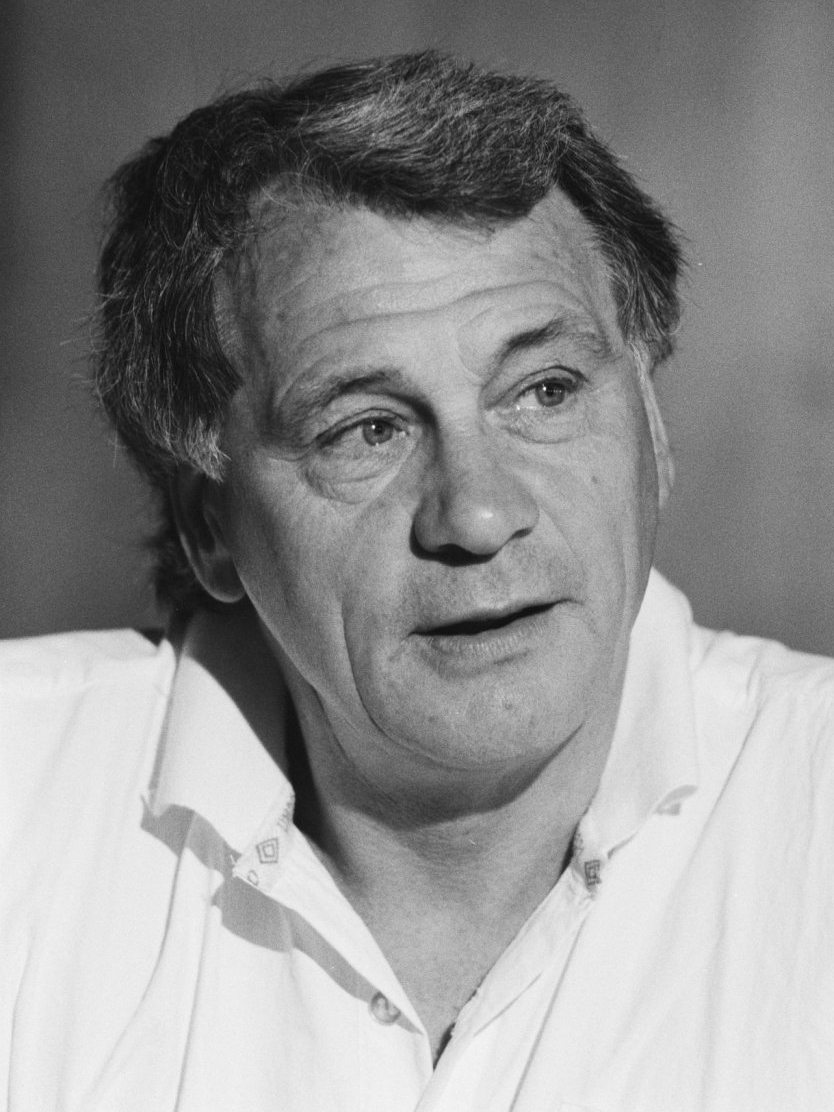
بابی رابسون، مربی انگلیس.

تیم انگلیس بازی‌های مقدماتی جام را با اول شدن در گروه سوم مسابقات اروپا به پایان رساند و در این وهله بدون شکست بود. در ردهٔ دوم این گروه ایرلند شمالی قرار داشت که آن تیم هم به جام جهانی راه یافت. در ابتدای سال ۱۹۸۶ انگلیس چندین بازی دوستانه با نتایج بسیار خوب انجام دادند: پیروزی ۴–۰ مقابل مصر، ۲–۱ برابر اسرائیل و ۱–۰ مقابل اتحاد جماهیر شوروی، که بین ماه‌های ژانویه و آوریل بازی شدند.
اردو برای جام مکزیک توسط مربی، بابی رابسون، برنامه‌ریزی شده بود. در ماه مه این اردو شروع شد و تیم به کلرادو اسپرینگز در ایالات متحده اعزام شد تا در آکادمی نیروی هوایی ایالات متحده به ارتفاع عادت کند. هجده بازیکن به آنجا سفر کردند و بعداً چهار بازیکن اورتون، که قرار بود در فینال جام حذفی بازی کنند، به آن‌ها ملحق شدند: گری استیونز، گری لینکر، پیتر رید و ترور استیون.
انگلیسی‌ها قبل از سفر به مکزیک، سه بازی دوستانه مقابل دیگر تیم‌های ملی انجام دادند: ۴ بر ۱ مقابل کره جنوبی در ۱۴ مه، سه روز بعد ۳ بر ۰ مقابل مکزیک و در ۲۴ ماه مه، ۱ بر صفر مقابل کانادا. با این حال، طی آن بازی‌ها هم برایان رابسون و هم لینکر دچار آسیب‌دیدگی شدند، که حضور آن‌ها در جام را در هاله‌ای از ابهام قرار داد. رابسون با ناراحتی از ناحیه شانه و همسترینگ و لینکر با درد مچ دست روبرو بودند.
تیم مستقیماً از ونکوور به مونتری سفر کرد، شهری که در آنجا آماده‌سازی خود را به پایان می‌رساند و مرحله گروهی را بازی می‌کرد. بازی دوستانه برابر مونتری در ۲۸ مه، با پیروزی ۴–۱ به پایان رسید. پس از آن رابسون بهبود یافت و فیفا تأیید کرد لینکر با مچ دست آسیب‌دیده قادر به بازی است و انگلیس آماده آغاز بازی‌های خود در جام جهانی بود.
اولین بازی ۳ ژوئن برابر پرتغال، در استادیوم تکنولوژیکو بود. با وجود نتایج خوب انگلیس تا آن زمان، این مسابقه با شکست یک بر صفرشان به پایان رسید. بازیکنان تیم در سازگاری با دمای بالا مشکل داشتند و مجبور شدند از مخازن اکسیژن استفاده کنند. مسابقه دوم، مقابل مراکش، نه تنها با نتیجهٔ تساوی بدون گل خاتمه یافت، بلکه با اخراج ری ویلکینز و آسیب‌دیدگی مجدد برایان رابسون، که از ناحیه شانه بود، کار را سخت‌تر کرد. تیم با انتقاد از سوی مطبوعات روبرو شد و برای صعود به مرحله بعدی، نیاز حتمی به پیروزی در بازی با لهستان در مونتری داشت. در همان نیمهٔ اول، انگلیس به لطف سه گل لینکر توانست مقام دوم گروه را کسب کند و راهی مرحله یک‌هشتم نهایی شود.
در مرحلهٔ حذفی تیم به مکزیکوسیتی سفر کرد؛ زیرا بازی بعدی برابر پاراگوئه در استادیوم آزتکا برگزار می‌شد. اتحادیه فوتبال انگلیس هتلی را در منطقه‌ای پر سر و صدا از شهر انتخاب کرده‌بود که اجازه خوابیدن به بازیکنان نمی‌داد، بنابرین در نهایت آن‌ها هتل را تغییر داده و در هتل تیم ایتالیا اقامت یافتند. علی‌رغم مشکلات قبلی، این مسابقه دشوار نبود: دو گل از لینکر و یک گل از پیتر بیردزلی پیروزی ۳ بر ۰ را به ثبت رساند و تیم را به جایگاه در بین هشت تیم برتر مسابقات سوق داد.

### خلاصهٔ نتایج مرحله‌های پیشین
| تیم       | ب | پ | م | ش | ز | خ | ت  | ام |
| --------- | - | - | - | - | - | - | -- | -- |
| آرژانتین  | ۳ | ۲ | ۱ | ۰ | ۶ | ۲ | +۴ | ۵  |
| ایتالیا   | ۳ | ۱ | ۲ | ۰ | ۵ | ۴ | +۱ | ۴  |
| بلغارستان | ۳ | ۰ | ۲ | ۱ | ۲ | ۴ | −۲ | ۲  |
| کرهٔ جنوبی | ۳ | ۰ | ۱ | ۲ | ۴ | ۷ | −۳ | ۱  |

| تیم      | ب | پ | م | ش | ز | خ | ت  | ام |
| -------- | - | - | - | - | - | - | -- | -- |
| مراکش    | ۳ | ۱ | ۲ | ۰ | ۳ | ۱ | +۲ | ۴  |
| انگلستان | ۳ | ۱ | ۱ | ۱ | ۳ | ۱ | +۲ | ۳  |
| لهستان   | ۳ | ۱ | ۱ | ۱ | ۱ | ۳ | −۲ | ۲  |
| پرتغال   | ۳ | ۱ | ۰ | ۲ | ۲ | ۴ | −۲ | ۲  |

## پیش‌بازی

### پیراهن جدید آرژانتین
مربی تیم آرژانتین به شرکت لو کوک اسپورتیف، تولیدکنندهٔ رسمی لباس تیم از سال ۱۹۷۹ تا ۱۹۸۹، یک پیراهن سبک‌تر را سفارش داده بود که در دمایی که تیم باید بازی می‌کرد، کارایی بهتری داشته باشد. این شرکت درخواست را پذیرفت و آن‌ها با استفاده از فناوری Air-Tech، که علاوه بر کاهش وزن باعث تنفس آسان‌تر می‌شد، پیراهن‌های مخصوص را دوختند. آرژانتین در بازی با اروگوئه از پیراهن آبی‌رنگ جایگزین، ساخته شده از پنبه، استفاده کرد که در طول بازی برای بازیکنان ناراحت‌کننده بود.
آرژانتین مجبور بود دوباره با پیراهن آبی بازی کند؛ زیرا لباس اول انگلیس سفید بود و قرعه‌کشی مشخص کرد انگلیس باید لباس اولش را تن کند. همچنین شرکت پوشاک از تولید لباس جایگزین برای تیم آرژانتین امتناع کرد. بیلاردو تصمیم به تهیهٔ لباس‌هایی با همان فناوری، در همین مدت کوتاه، گرفت. وی با کمک کادر مربی‌گری و دروازه‌بان سوم تیم، هکتور میگوئل زلادا، تی‌شرت‌های آبی لو کوک اسپورتیفو با یقهٔ هفتی را در فروشگاهی پیدا کرد. طبق برخی منابع، بیلاردو بین دو پیراهن متفاوت یکی را برگزید، در حالی که به گفته دیگر منابع تنها یک مورد وجود داشت. این لباس‌ها را با یک پارچه خاکستری که معمولاً برای شماره‌های باشگاه آمریکا استفاده می‌شود، شماره‌گذاری کردند و نشان فدراسیون فوتبال آرژانتین نیز روی لباس متفاوت بود، زیرا یک طرح جدید مشابه طرح پیشین را روی آن دوختند.

### هولیگان‌ها و بارراس براواس
خشونت تماشاگران در استادیوم‌های هر دو کشور شهره بود؛ «هولیگان» ها در انگلیس و «بارراس براواس» در آرژانتین. در سال ۱۹۸۶، مرگ و میر ناشی از درگیری بین بارراس براواس همچنان افزایش می‌یافت و برخی از مسابقات لیگ دسته اول آرژانتین قبل از جام جهانی با حوادثی پایان یافتند. در مورد هولیگان‌ها، کمی بیشتر از یک سال قبل، فاجعه هیسل رخ داده بود که منجر به مرگ ۳۹ نفر شد و باعث شد تا یوفا باشگاه‌های انگلیسی را از شرکت در مسابقات اروپایی به مدت ۵ سال منع کند. در مونتری، شهری که انگلیس تمام دیدارهای مرحله گروهی خود را در آن برگزار کرد، در داخل و خارج از ورزشگاه اتفاقاتی رخ داد که منجر به دستگیری تعداد زیادی از هولیگان‌ها توسط پلیس مکزیک شد.
برخلاف هولیگان‌ها، بارراس براواس جنبش‌هایی سازمان یافته هستند که مورد تأیید رهبران باشگاه‌های فوتبال، مربیان و بازیکنان تیم‌ها هستند. در آن سال، اعضای بارراس براواس باشگاه‌های مختلف، و عمدتاً از بوکاجونیورز، به این مسابقات آمدند و در بازی با اروگوئه درگیری تماشاچیان حوادثی در پی داشت. علاوه بر دعوا، آن‌ها همچنین بازیکنان را برای گرفتن پول تحت فشار قرار دادند:
هنگامی که بارراس براواس بوکا رسید و جلوی خروج را گرفت، [...] ال آبوئلو جلو ایستاده بود. بیلاردو بیرون آمد تا صحبت کند، و دیه‌گو رفت عقب و آن‌ها چیزی بهم گفتند، من نمی‌دانم چه چیزی، اما آن‌ها رفتند. چند روز بعد، یکی از بازیکنان آمد و گفت که باید هدیه‌ای برای بارراس براواس تهیه شود. خیلی‌ها با او موافق بودند اما والدانو پرید و گفت: «اگر مجبور شوم پول بگذارم، آن را می‌دهم تا به تیتو، موسچلا، گالیندز - دستیاران تیم - داده شود، اما برای هواداران چیزی نخواهم داد.» مارادونا گفت: «خوب، تو به آنها چیزی نمی‌دهی» و دیگران هم با او موافق بودند.— تیتو بنروس، سرپرست تیم ملی آرژانتین.
در طول بازی چندین حادثه بین هولیگان‌های انگلیسی و بارراس براواس آرژانتینی رخ داد که مهم‌ترین‌شان در دقایق ابتدایی نیمه دوم بازی بود. اما جدی‌ترین واقعه بعد از مسابقه، در خیابان‌های شهر اتفاق افتاد و با مجروحیت تعدادی، و دستگیری ۶۸ نفر به پایان رسید.

### فالکلند/مالویناس
مقامات هر دو کشور سعی کرده بودند مانع از گسترش مسائل دیپلماتیک میان آرژانتین و انگلستان به این بازی شوند. قبل از بازی وزیر ورزش با بازیکنان انگلیسی ملاقات کرد تا به آن‌ها توصیه کند اظهارات سیاسی نکنند. اگرچه دولت آرژانتین در سال ۱۹۸۴ وقتی ایندپندنته در جام بین قاره‌ای با لیورپول روبرو شد، به تحقق این مسابقه اعتراض داشت، اما این بار تصمیم گرفت که مداخله نکند. با این حال، گروه‌های سیاسی این کشور انواع مختلفی از اقدامات را خواستار شدند: یک دقیقه سکوت قبل از شروع بازی به احترام شهیدان آرژانتین، کشیدن یک نقاشی از جزایر مالویناس روی پیراهن تیم و حتی حاضر نشدن در ادامهٔ مسابقات.

## مسابقه
مرحله یک‌چهارم نهایی در ۲۲ ژوئن برابر ۱۱۴۵۸۰ نفر تماشاگر حاضر در ورزشگاه آزتکا برگزار شد. زمین بازی در این روز، در شرایط نامناسبی به سر می‌برد. داور انتخاب شده برای این مسابقه علی بن ناصر از کشور تونس بود و کمک‌های او، بوگدان دوتچف از بلغارستان و برنی اولوا از کاستاریکا بودند.
بازی ظهر آغاز شد، بنابران مشکل جسمی بازیکنان در ارتفاع ۲۲۵۰ متری به دمای بالای تابستان مکزیک افزون شد. در طول جام جهانی، مسابقات در هنگام ظهر یا اوایل بعد از ظهر انجام می‌شد، این تصمیم صرفاً به دلایل تجاری بود زیرا بهترین زمان پخش مسابقات در کشورهای اروپایی همین ساعات بود. در طول مسابقات مارادونا و والدانو علناً علیه این تصمیم صحبت کردند:
بدون ما، این وجود نخواهد داشت. آنچه در مقابل می‌خواهیم احترام است، همان‌طور که به همه احترام می‌گذاریم. به همین دلیل است که از خودم می‌پرسم، چرا هنگام تعیین تصمیمات یا اعمال مقررات، نباید با ما مشورت شود؟— دیه‌گو مارادونا.
از نظر تاکتیکی انگلیس ترکیب ۴-۴-۲ را، که در طول مسابقات استفاده کرده بودند، حفظ کرد. این تیم با پیتر شیلتون در دروازه، گری استیونز، تری فنویک، تری بوچر در دفاع و کنی سنسوم. ترور استیون، استیو هودگ، پیتر رید و گلن هادل در خط هافبک و با حضور مهاجمان، گری لینکر و پیتر بیردزلی، حاضر شدند.
رابسون همچنین تاکتیک تیم را حفظ کرد و برای هیچ بازیکن آرژانتینی، حتی مارادونا، کسی را مارک (نشان) نکرد:
من کسی را برای پاییدن مارادونا نفرستادم، زیرا تیم بزرگی داشتیم. اگر من یکی از بازیکنانم را برای کسی مارک کنم، روی عملکرد ما تأثیر می‌گذارد؛ و من قاطعانه اعتقاد داشتم که اگر ما بهتر بازی کنیم، می‌توانیم آرژانتین را شکست دهیم. حتی با وجود مارادونا.— بابی رابسون.
از طرف دیگر، آرژانتین موقعیت تاکتیکی خود را به ۳-۵-۲ تغییر داد، که عمدتاً دلیل آن کارت زرد دوم اسکار گاری بود که در مسابقه مقابل اروگوئه دریافت کرده بود. خولیو اولارتیکوئچیا جایگزین او شد. اگرچه بیلاردو قبلاً از این حربه استفاده کرده بود، اما از زمان اردوی تمرینی اروپا در سال ۱۹۸۴، چنین کاری نکرده بودند. تغییر دوم در استفاده از این طرح جایگزینی پدرو پاسکولیِ مهاجم با هکتور انریکهِ هافبک بود. در این طرح، سه مدافع موقعیت مرکزی دارند و در کنار آن‌ها دو هافبک با عملکرد دفاعی بیشتری قرار دارند. این سیستم به بیلاردو اجازه می‌داد تا استحکام دفاعی خاصی را حفظ کند، در حالی که به یک بازی‌ساز مانند مارادونا آزادی بیشتری می‌داد.
در دفاع خوزه لوئیس براون به عنوان مدافع جلو زن و اسکار روجری و خوزه کوسیفو در دو بال کناری دفاع حضور داشتند. خط هافبک متشکل از سرخیو باتیستا در مرکز زمین، ریکاردو گیوستی و انریکه در سمت راست و خولیو اولارتیکوئچیا و خورخه بوروچاگا در سمت چپ بود. گیوستی و اولارتیکوئچیا عملکرد دفاعی بیشتری داشتند، در حالی که انریکه و بوروهاگا از خصلت هجومی بیشتری برخوردار بودند و به عنوان پشتیبان حمله عمل می‌کردند. خورخه والدانو به عنوان یک هدف در محوطهٔ جریمه و دیگو مارادونا کمی عقب‌تر از او بازی می‌کردند.

### نیمه اول بازی
این بازی توسط انگلیس از میانه زمین و با پاس از بردسلی به لینکر آغاز شد. در دقایق ابتدایی هیچ اتفاق خاصی رخ نداد، تا این که در دقیقه ۹ مارادونا به سمت دروازهٔ حریف حرکت کرد و توسط فنویک متوقف شد و اولین کارت زرد بازی نصیب فنویک شد. مارادونا ضربه ایستگاهی را شوت کرد و پس از برخورد توپ به دیوار دفاعی، شیلتون آن را به کرنر فرستاد.
در دقیقه ۱۲ اولین حملهٔ انگلیس آغاز شد که پومپیدو در تلاش برای سانتر یک پاس بلند به هاجس، لیز خورد و به بردسلی فرصت گلزنی داد، اما او توپ را به بیرون فرستاد. باقی نیمه اول چیز خاصی، مگر یک ضربهٔ آزاد دیگر مارادونا، در برنداشت.

### نیمهٔ دوم

#### دست خدا

تصویری از حملهٔ منجر به گل «دست خدا»

دقایق ابتدایی نیمه دوم با مالکیت بیشتر آرژانتین آغاز شد و در دقیقه ۶ نتیجه گرفت؛ اولارتیکوئچیا از سمت چپ شوت کرد و به مارادونا پاس داد، وی با دریبل هادل و رید، توپ را به والدانو رساند که با فنویک رو در رو بود. والدانو نتوانست پاس را کنترل کند و هاج سعی کرد یک پاس رو به عقب به شیلتون بدهد، ولی او متوجه نشد که مارادونا به داخل محوطهٔ جریمه دویده. مارادونا با پیش‌بینی حرکت دروازه‌بان، پیش از این که او بتواند توپ را دور کند، با دست چپ توپ را سمت دروازه زد.
من منتظر بودم تا دوتچف به من سرنخی از آنچه دقیقاً اتفاق افتاده‌است، بدهد. اما او به هند شدن توپ اشاره نکرد؛ و دستورالعمل‌هایی که فیفا قبل از بازی به ما داده بود، واضح بود: اگر یکی از همکاران در موقعیت بهتری نسبت به من بود، باید به دید آن‌ها احترام می‌گذاشتم.— علی بن ناصر.
بلافاصله متوجه شدم اشکالی وجود دارد، اما قوانین آن زمان فیفا اجازه نمی‌داد کمک‌ها با داور وسط بحث کنند.— بوگدان دوتچف.

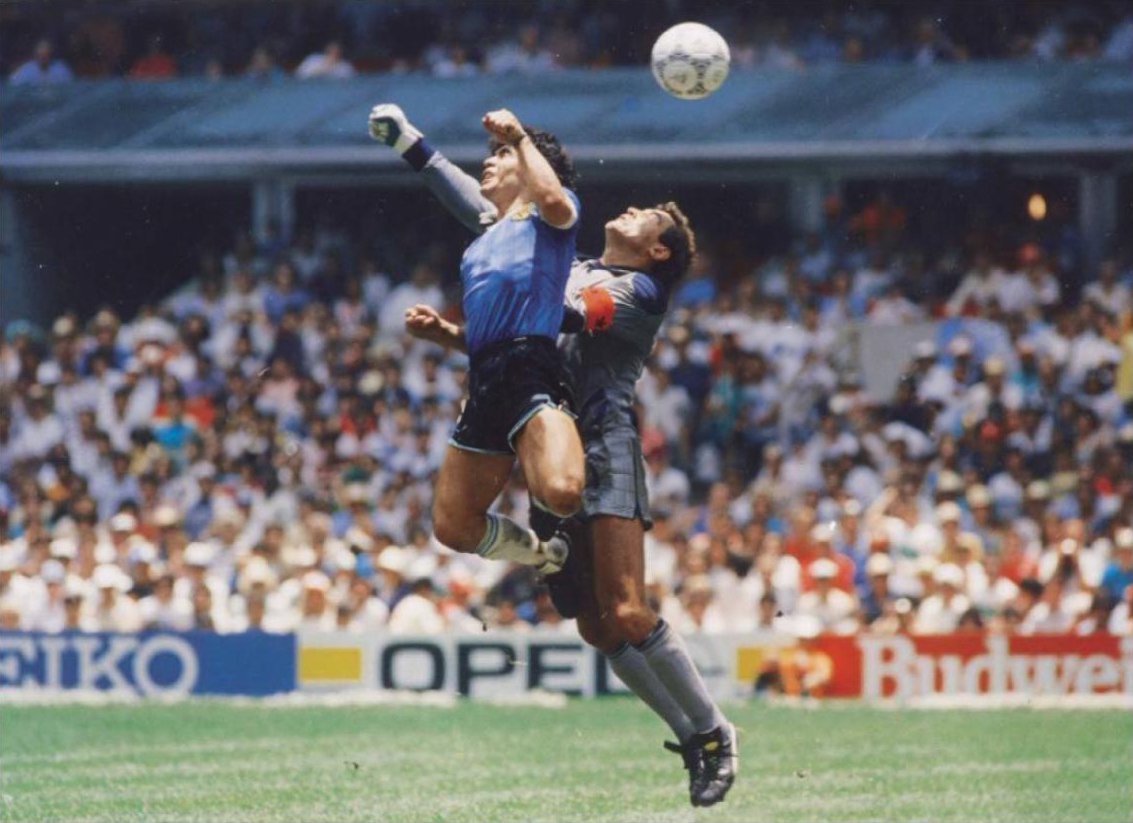
مارادونا پس از بازی گفت: «دست خدا توپ را گل کرد.»

با این حال، چندین سال طول کشید تا مارادونا علناً تصدیق کند که این گل را با دست زده‌است، در حالی که در مصاحبهٔ بعد از بازی گل زدن با دستش را انکار کرد و در جمله‌ای معروف گفت:
مارادونا این گل را با سرش زد، گرچه خدا با دست آن را به ثمر نشاند.— دیه‌گو مارادونا.

#### گل قرن
تنها ۴ دقیق پس از گل نخست، در دقیقهٔ ۵۵ بود که کوچیفیو با خنثی کردن حملهٔ انگلیس، توپ را ربود و به انریکه پاس داد. انریکه هم پس از جا گذاشتن بیردزلی، آن را به مارادونا سپرد. کاپیتان آرژانتین با چرخیدن، هم مهاجم و هم رید، که راهش را سد می‌کردند، پشت سر گذاشت.
من سراغ او رفتم، اما او به چرخید و این گونه یک متری دور شد. پا به توپ زد و برگشت. این چرخش از تعادل و کلاس بالایی برخوردار بود. سریع بود، برای من خیلی سریع بود، من دونده سرعت نبودم و علاوه بر این، من با مشکلات مچ پا به بازی آمده بودم. من با درد بازی کردم.— پیتر رید.
او سپس به سرعت سمت قوس محوطهٔ جریمهٔ انگلیس دوید و در راه از دست بوچر فرار کرد.
من از ضربه‌ای که در گل دوم خوردیم خیلی عصبانی شدم. بقیهٔ بازیکنان را انگار فقط یک بار زد، ولی این احساس را داشتم که مرا دو بار زده.— تری بوچر.

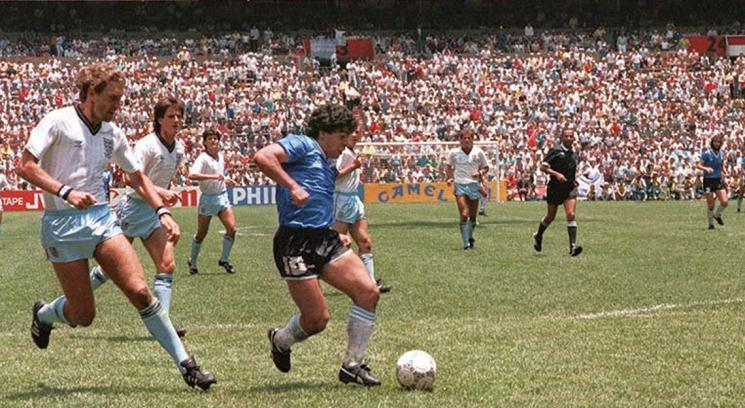
مارادونا پس از پشت سر گذاشتن دفاع، به دروازه‌بان می‌نگرد تا او را هم دریبل دهد.

او قبل از این که سرانجام وارد محوطهٔ جریمه شود، فنویک را هم دریبل کرد.
در نیمهٔ اول به دلیل خطا کردن روی او کارت زرد گرفته بودم. من او را بسیار آزار داده بودم و در آن لحظه اگر خطا می‌کردم، از آخر خط دفاعی اخراج می‌شدم. در شرایط دیگر من او را سرنگون می‌کردم، اما مجبور شدم در کمتر از یک ثانیه تصمیم بگیرم؛ و در حالی که من مردد بودم، او وارد محوطه شد و گلزنی کرد.— تری فنویک

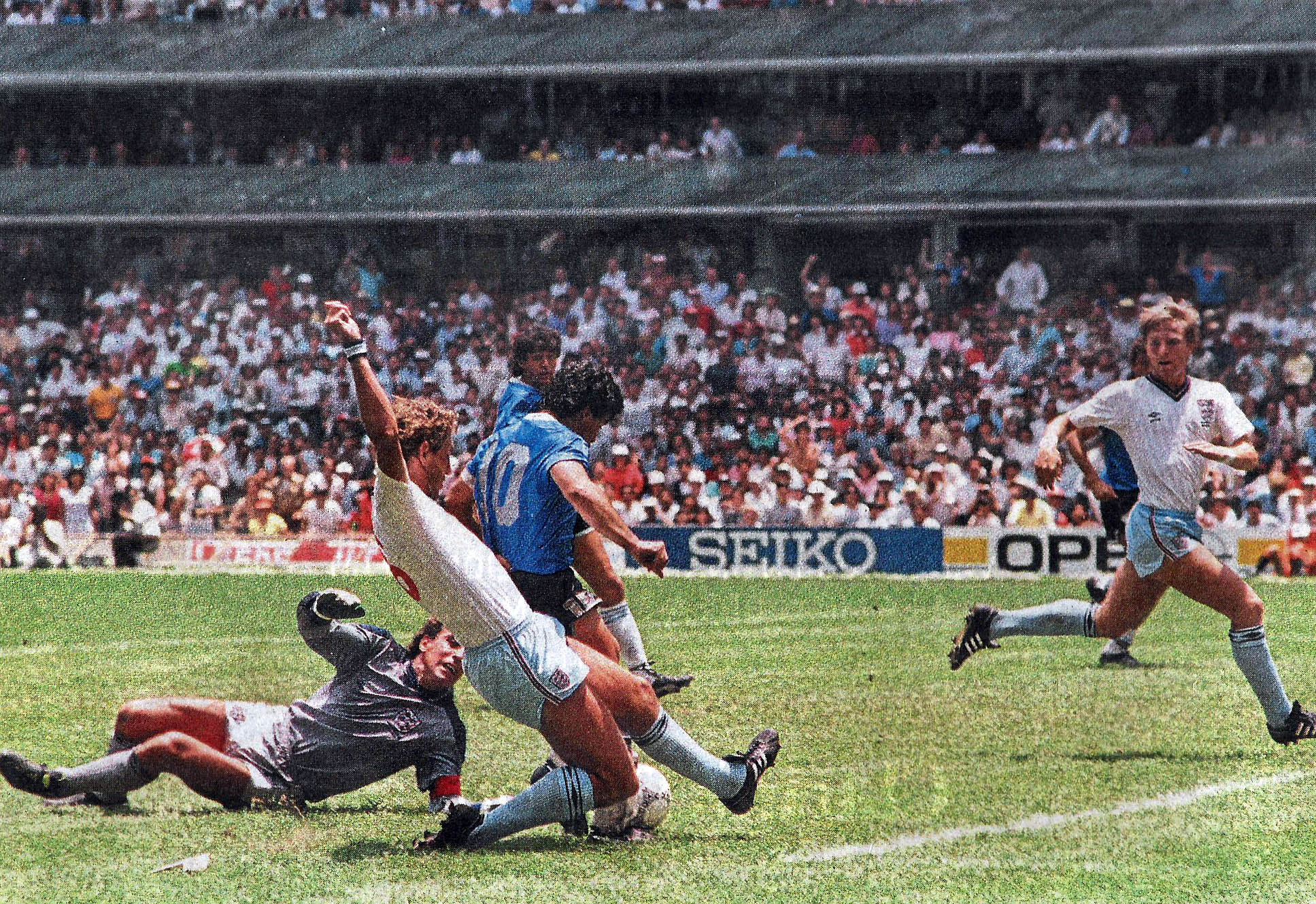
لحظهٔ شوتی که منجر به گل قرن شد.

با نزدیک شدن او، شیلتون از دروازه خارج شد تا فضا را تنگ کند و مارادونا آن را با رفتن به سمت راست دریبل کرد و گل را در حالی که بوچر تلاش می‌کرد توپ را از او بگیرد، به گل نشاند و بازی ۲ بر ۰ شد.
مارادونا توپ را در حالی جلو می‌آورد که بوچر درست پشت گردنش بود. ۹۹ درصد بازیکنان در چنین شرایطی شوت به دروازه را انتخاب می‌کنند. من انتظار این را داشتم و آماده بودم. اما وقتی بوچر روی او خطا کرد، او فقط لگد زد. خودم را پرت کردم اما نیم‌ثانیه دیر بود. نزدیک بود توپ را لمس کنم، اما نتوانستم و این یک گل بود. استادیوم منفجر شد.— پیتر شیلتون
این گل در نظرسنجی انجام شده توسط فیفا که بیش از ۳۴۰ هزار رای در آن شرکت کردند، به عنوان بهترین گل جام‌های جهانی انتخاب شد و به عنوان «گل قرن» شناخته می‌شود. گزارش این گل توسط روزنامه‌نگار اروگوئه‌ای، ویکتور هوگو مورالس، در رادیو آرژانتین به صدایی خاطره‌انگیز بدل شده‌است:
او قصد داره برای مارادونا بازی کنه، حالا مارادونا به توپ رسیده، گل دوم رو هدف گرفته، مارادونا پا به توپ شده، نبوغ فوتبال جهان از راست حرکت می‌کنه، خط رو جا گذاشته و میره تا برای بوروچاگا بازی کنه… همینجور مارادوناست! نابغه! نابغه! نابغه! ت-ت-ت، ت-ت-ت-تخ… گـُـل… گل… میخوام گریه کنم! خدایا فوتبال رو نگهش دار! گل! مارادونا! این گریهٔ منو درآورده، منو ببخشین… مارادونا، در یک مسابقه به یاد ماندنی، در بازی همه زمان‌ها… بادبادک کیهانی… از کدوم سیاره اومده که اینقدر راحت انگلیسی‌ها رو جا بذاره، که این‌طوری برای آرژانتین مشت‌هاشو بالا ببره؟ آرژانتین ۲ - انگلیس ۰. دیگووووو، دیگوووو، دیگوووو آرماندو مارادونا… خدا رو شکر برای فوتبال، برای مارادونا، برای این اشک‌ها، برای این آرژانتین ۲ - انگلیس ۰.— ویکتور هوگو مورالس.

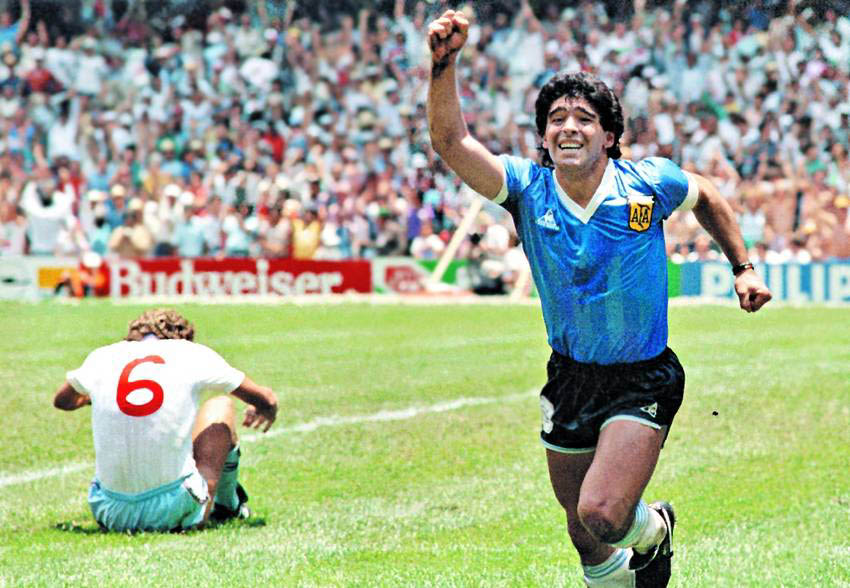
خوشحالی پس از گل مارادونا، با دست‌هایی مُشت کرده.

اصطلاح «بادبادک کیهانی» در اشاره به انتقاداتی بود که روزنامه‌های حامی منوتی علیه مارادونا و دیگر بازیکنان پشتیبان بیلاردو استفاده می‌کردند و از حرف منوتی، که مارادونا و مورالس را بادبادک‌های پشت‌سر بیلاردو خطاب کرده‌بود، ناشی می‌شد. در اینجا گزارشکر از این اصطلاح برای ستایش مارادونا استفاده کرد:
اگر از نظر فنی بنگریم، مارادونا از سال ۱۹۸۴ که در بارسلونا مصدم شد، دیگر کارایی قبل را ندارد. به عنوان یک مرد هم، او حالا در حلقهٔ دوستانش است و مثل یک بادبادک می‌ماند. مگر نه؟— سزار لوئیس منوتی.

#### تلاش‌های انگلیس

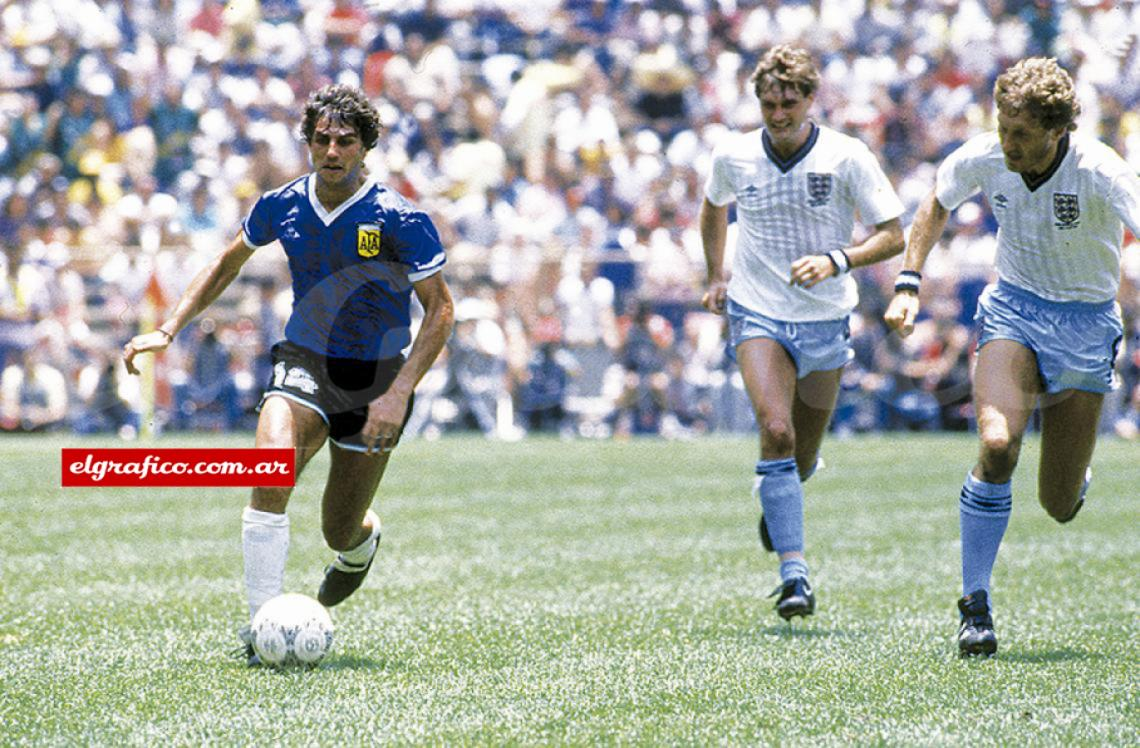
گیوستی در حال پیش بردن توپ. سرمربی انگلیس تعویض دومش، بارنز، را برای متوقف کردن او به زمین فرستاد.

پس از گل دوم انگلیس مالکیت بیشتری در اختیار داشت و در دقیقهٔ ۶۰ باتیستا اولین و تنها کارت زرد آرژانتین را دریافت کرد. چهار دقیقه بعد رابسون برای هجومی‌تر شدن تیمش، اولین تغییر را ایجاد کرد: رید، از خط هافبک، زمین را ترک کرد و کریس وادل، شماره ۱۱ که یک مهاجم بود، وارد میدان شد. اگرچه آرژانتین با شدت دقایق قبل حمله نکرد، اما دفاع انگلیس همچنان با مارادونا مشکل داشت و فنویک این بار با آرنج به او ضربه زد و مجبور شد برای دقایقی از زمین خارج شود.
در دقیقه ۶۸ نیمه دوم و در یکی از خطرناک‌ترین موقعیت‌های انگلیس، هادل یک ضربه آزاد زد که پومپیدو به کرنر فرستاد. در این تلاش دروازه‌بان از ناحیه دست آسیب دید و چند دقیقه صرف حضور پزشکان کمک شود.
در دقیقه ۷۴ رابسون تغییر دوم و نهایی خود را هم انجام داد و بارنز، با شماره ۱۹، را جایگزین استیون کرد تا با بازیکن سریع‌تری بتواند مارک گیوستی را مارک کند.
رابسون به من گفت به جناح چپ بروم. او از من پرسید که «فقط در جناحین بازی کرده‌ام؟» من بایستی جلوی گیوستی و ارسال‌هایش به میانهٔ زمین را می‌گرفتم.— جان بارنز.
از طرف دیگر، بیلاردو تعویض دفاعی‌تری انجام داد. او کارلوس تاپیا، با شماره ۲۰، را جایگزین بوروچاگا کرد تا مالکیت توپ در میانهٔ زمین را افزایش دهد:

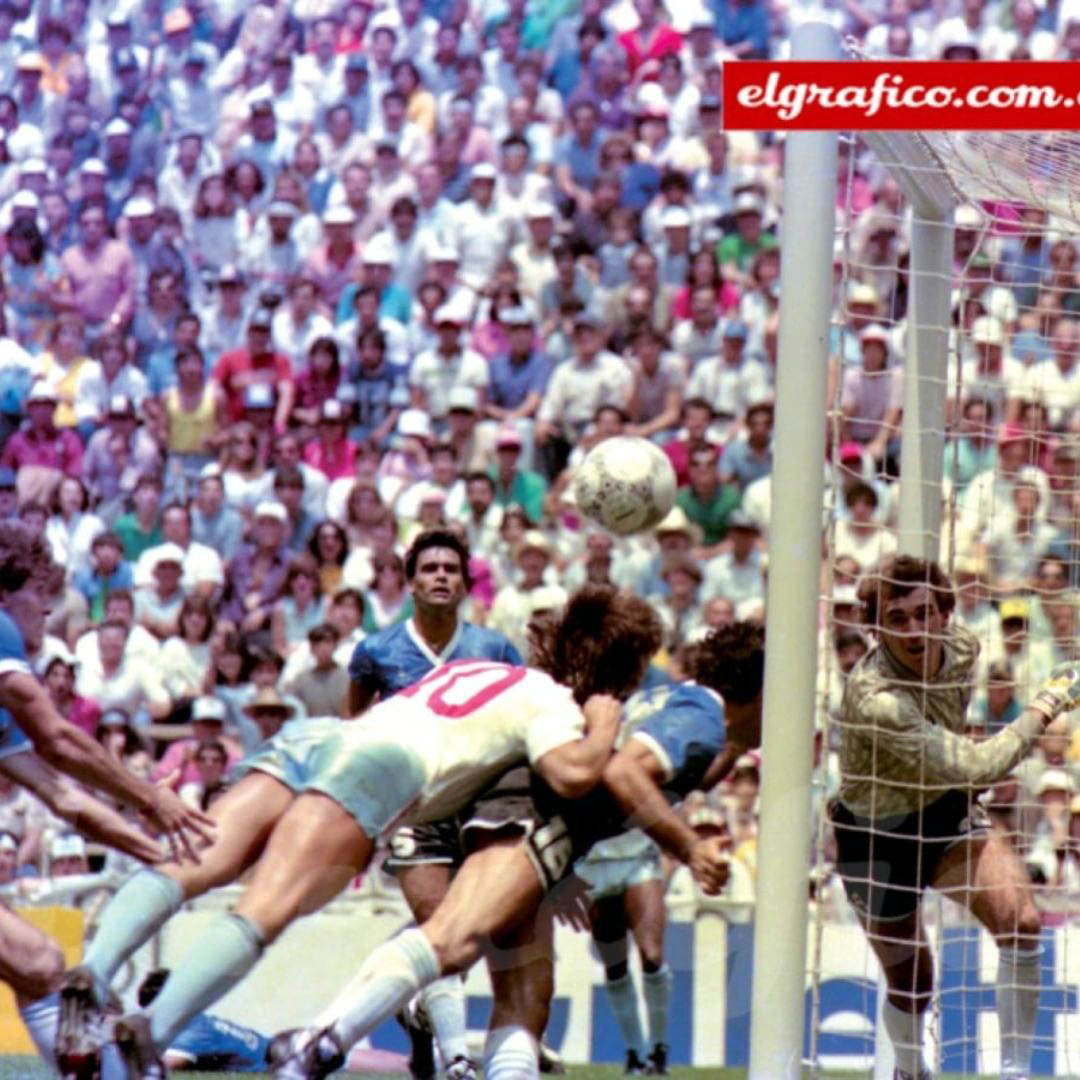
گری لینکر گل انگلیس را به ثمر رساند و در پایان جام، بهترین گلزن مسابقات شد.

فشار تاکتیکی و تغییرات ایجاد شده توسط رابسون در دقیقهٔ ۸۱ نتیجه داد، زمانی که بارنز از انریکه و گیوستی عبور کرد و یک سانتر به محوطهٔ جریمه ارسال کرد که لینکر با ضربه سر آن را به گل تبدیل کرد.
پس از گل انگلیس، مارادونا دوباره در بازی ظاهر شد و تاپیا را برای آخرین موقعیت آرژانتین، صاحب توپ کرد ولی شوت به تیر دروازه برخورد کرد. انگلیس به فشار خود ادامه می‌داد و سه دقیقه مانده به پایان، بارنز بار دیگر انریکه را جا گذاشت و پاسی را ارسال کرد که توسط اولارتیکوئچیا دفع شد تا لینکر نتواند مسابقه را مساوی کند. با وجود نفوذ بارنز از جناح راست، بیلاردو از تعویض و آوردن یک دفاع راست به زمین بازی خودداری کرد:
…و سپس بارنز نفوذ دیگری انجام داد و توپ را به طرف دروازه سانتر کرد. دو سه پسر رو به من مکرراً گفتند: «کارلوس، ما باید بارنز را متوقف کنیم و تا ضرر نکردیم، تعویض کنیم.» اما کاری نکردم، تعویض احمقانه را انجام ندادم. یک کور هم این را می‌دید. تقریباً نزدیک بود به دلیل هوس من جام جهانی را از دست بدهیم.— کارلوس بیلاردو.
پس از ۴۵ دقیقه و ۵۷ ثانیه بازی در نیمه دوم، داور مسابقه را به پایان رساند و آرژانتین با برتری ۲–۱ به نیمه نهایی راه یافت.

### خلاصه
| آرژانتین               | ۲–۱   | انگلستان      |
| ---------------------- | ----- | ------------- |
| دیگو مارادونا ۵۱'، ۵۵' | گزارش | گری لینکر ۸۱' |

| {{{title}}} | {{{title}}} |

| GK             | ۱۸ | نری پومپیدو             |     |     |
| DF             | ۵  | خوزه لوئیس براون        |     |     |
| DF             | ۹  | خوزه لوئیس کوسیفو       |     |     |
| DF             | ۱۹ | اسکار روجری             |     |     |
| MF             | ۱۲ | هکتور انریکه            |     |     |
| MF             | ۱۴ | ریکاردو گیوستی          |     |     |
| MF             | ۲  | سرخیو باتیستا           | '۶۰ |     |
| MF             | ۷  | خورخه بوروچاگا          |     | '۷۵ |
| MF             | ۱۶ | خولیو اولارتیکوئچیا     |     |     |
| FW             | ۱۰ | دیگو مارادونا (کاپیتان) |     |     |
| FW             | ۱۱ | خورخه والدانو           |     |     |
| تعویضی‌ها:      |    |                         |     |     |
| GK             | ۱۵ | لوئیس ایسلاس            |     |     |
| DF             | ۱۳ | اسکار گاره              |     |     |
| MF             | ۲۰ | کارلوس دنیل تاپیا       |     | '۷۵ |
| MF             | ۲۱ | مارسلو تروبیانی         |     |     |
| FW             | ۱۷ | پدرو پاسکولی            |     |     |
| مربی:          |    |                         |     |     |
| کارلوس بیلاردو |    |                         |     |     |

|             |    |                       |    |     |
|             |    |                       |    |     |
| GK          | ۱  | پیتر شیلتون (کاپیتان) |    |     |
| DF          | ۲  | گری استیونز           |    |     |
| DF          | ۳  | کنی سنسوم             |    |     |
| DF          | ۱۴ | تری فنویک             | '۹ |     |
| DF          | ۶  | تری بوچر              |    |     |
| MF          | ۴  | گلن هادل              |    |     |
| MF          | ۱۶ | پیتر رید              |    | '۶۹ |
| MF          | ۱۷ | ترور استیون           |    | '۷۴ |
| MF          | ۱۸ | استیو هودگ            |    |     |
| FW          | ۱۰ | گری لینکر             |    |     |
| FW          | ۲۰ | پیتر بیردزلی          |    |     |
| تعویضی‌ها:   |    |                       |    |     |
| GK          | ۱۳ | کریس وودز             |    |     |
| DF          | ۱۵ | گری ا. استیونز        |    |     |
| MF          | ۸  | ری ویلکینز            |    |     |
| FW          | ۱۱ | کریس وادل             |    | '۶۹ |
| FW          | ۱۹ | جان بارنز             |    | '۷۴ |
| مربی:       |    |                       |    |     |
| بابی رابسون |    |                       |    |     |

| مقامات بازی - داورهای کمک: - برنی اولا (کاستاریکا) - بوگدان دوتچف (بلغارستان) |

## پیامدها

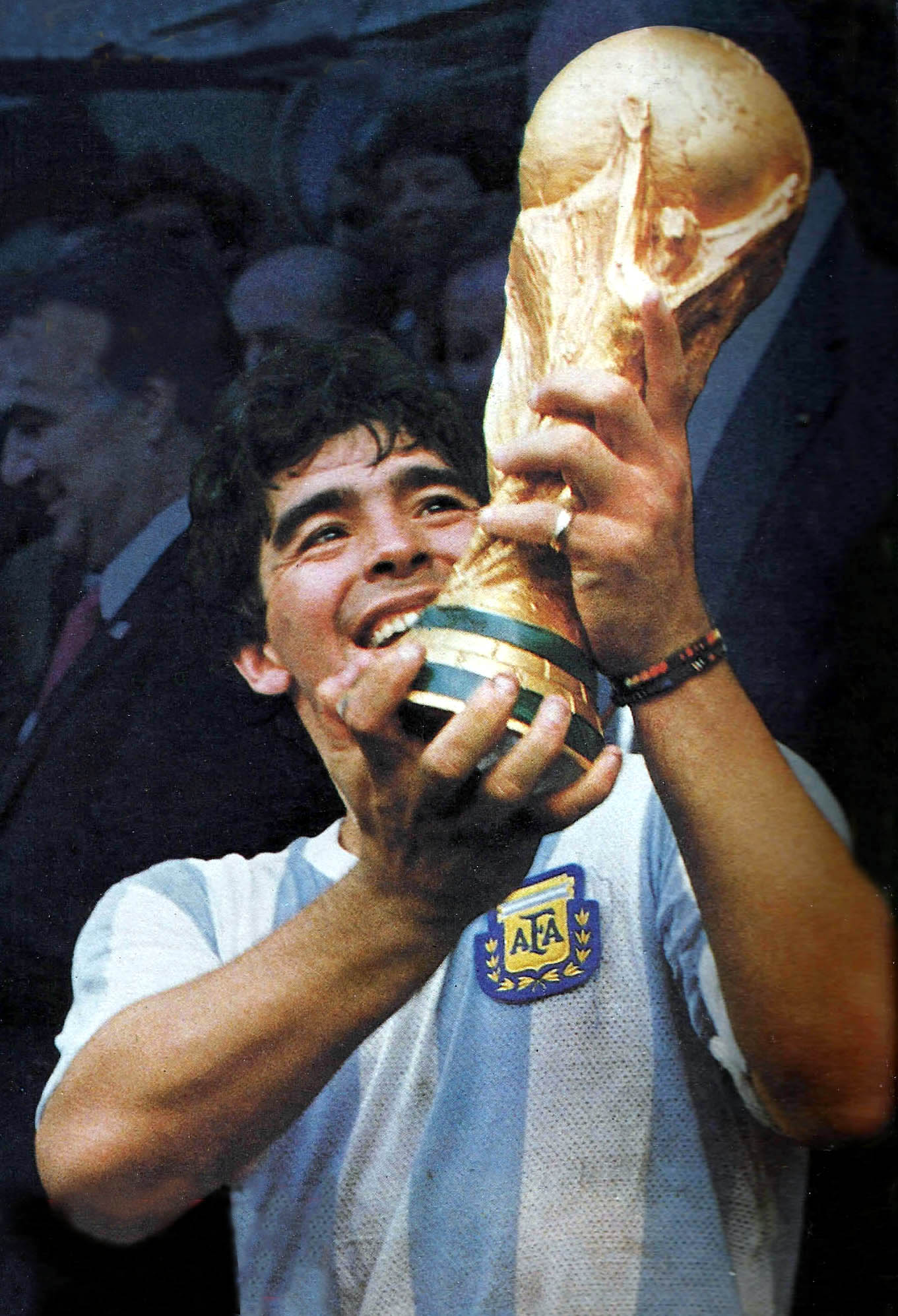
مارادونا در حال بالا بردن جایزهٔ قهرمان جام جهانی؛ پس از پیروزی در فینال مقابل آلمان غربی.

پس از بازی، سه بازیکن از هر تیم برای کنترل دوپینگ فرا خوانده شدند. کسانی که انتخاب شدند، در انگلیس، استیونز، بوچر و سانسوم بودند؛ و در آرژانتین انریکه، براون و مارادونا.
آرژانتین به نیمه‌نهایی راه یافت و در ۲۵ ژوئن در ورزشگاه آزتکا مقابل بلژیکی که اسپانیا را در ضربات پنالتی شکست داده بود، روبرو شد و با دو گل مارادونا ۲–۰ پیروز شد. این تیم چهار روز بعد فینال را مقابل آلمان غربی بازی کرد و پس از پیروزی ۳–۲، با گل‌های براون، والدانو و بوروچاگا، قهرمان شد.در نظرسنجی انجام شده در سال ۲۰۰۲، گل دوم بهترین گل تاریخ جام جهانی انتخاب شد. در مورد گل اول، تیم ملی انگلیس احساس کرد که فریب خورده‌اند:
تری بوچر عصبانی بود و روحیه‌ای تهاجمی داشت و همه بازیکنان در این مورد صحبت می‌کردند. احساس فریب خوردن طاقت‌فرسا بود.— استیو هادج.
اگرچه انگلیس در مرحله یک چهارم نهایی حذف شد، اما لینکر به خاطر زدن شش گل در جام، بهترین گلزن مسابقات شد و جایزه کفش طلا را دریافت کرد. مارادونا دومین گلزن بود و به عنوان بهترین بازیکن تورنمنت انتخاب شد و توپ طلا به او اهدا شد.
علی‌رغم جنجال‌برانگیز بودن گل نخست مارادونا، نبوغ و درخشش وی در به ثمر رساندن گل دومش مورد تقدیر قرار گرفت. مخاطبان بریتانیایی کانال چهارم، در یک نظرسنجی تلویزیونی در سال ۲۰۰۲، این گل را ششمین رخداد ورزشی بزرگ در ارتباط با کشورشان دانستند.بیرون ورزشگاه آزتکای مکزیک هم مجسمه‌ای در یادبود این گل نصب شده‌است.
مارادونا در اشاره به ارتباط این بازی با جنگ فالکلند، در خودزندگی‌نامه‌اش نوشت: «گویا ما یک کشور را شکست دادیم؛ نه فقط یک تیم فوتبال… اگرچه ما قبل از بازی گفته بودیم که فوتبال هیچ ارتباطی با جنگ جزایر فالکلند ندارد. اما می‌دانستیم که آن‌ها پسران آرژانتینی زیادی را در آنجا کشته‌اند، آن بچه‌ها را مثل پرندگان کوچک کشتند؛ و این یک انتقام بود.» روبرتو پرفومو، بازیکن اسبق تیم ملی آرژانتین، هم در این رابطه می‌گوید: «در سال ۱۹۸۶، پیروزی در آن بازی برابر انگلیس برایمان کافی بود. فتح جام جهانی برای ما امری فرعی بود. شکست واقعی انگلیس هدف واقعی ما بود.»
هم‌آوردی فوتبالی بین دو کشور ادامه یافت و آن‌ها در قالب مسابقات جام جهانی دو بار دیگر هم مقابل یکدیگر قرار گرفتند. اولین مسابقه در مرحلهٔ حذفی جام جهانی ۱۹۹۸ بود که در آن آرژانتین پس از تساوی ۲ بر ۲ در وقت اصلی، در ضربات پنالتی برنده شد و به مرحله یک‌چهارم نهایی رفت. دومین بار در مرحلهٔ گروهی جام جهانی ۲۰۰۲ دو تیم رو در رو شدند که انگلیس با گل پنالتی دیوید بکام ۱–۰ پیروز شد.
در ۱۷ اوت ۲۰۱۵ مارادونا به دیدار علی بن ناصر، داور تونسی آن بازی، رفت و ضمن امضا و تقدیم یکی از لباس‌هایش به او، وی را «دوست ابدی» خودش نامید.